# Stampida
Stampida és una doble muntanya russa de fusta situada a l'àrea temàtica del Far West de PortAventura Park, a Salou i Vila-seca, Catalunya.
Dissenyada per John Wardley, Dennish McNulty i Larry Bill, l'atracció va obrir les portes el 1997 (conjuntament amb la seva muntanya russa germana Tomahawk) i va ser construïda per Custom Coasters International. El seu traçat doble, està inspirat en un duel de vagons per reclamar terres a la frontera americana. Amb una alçada de 26 metres, Stampida presenta un angle de caiguda de 52 graus (superior als 45 graus de Dragon Khan), i arriba a una velocitat màxima de 74 quilòmetres per hora. Cada pista fa 953 metres de longitud (sumant un total de 1950 metres) i ofereix aproximadament un minut i quaranta segons de temps de recorregut.
Stampida és una de les dues úniques muntanyes russes amb dues pistes que s’entrellacen i rivalitzen (‘dual-tracked’) que CCI ha construit. L’altre, Twister Twins a Kentucky Kingdom, va tancar al 2007.

## Recorregut
Els dos trens surten exactament al mateix temps, i comencen la pujada, quan arriben a dalt hi ha una petita corba a la dreta i comença la gran baixada que portarà els dos trens per un recorregut molt ràpid i divertit. Els dos trens van paral·lels fins que arriben al túnel, on se separen per arribar a un encreuament frontal entre els dos trens, aquest és un dels punts més divertits de la muntanya russa. Després els dos trens es tornen a ajuntar i segueixen paral·lels fins a arribar al final del recorregut, on se sabrà qui ha sigut el guanyador.

## Tematització
La cua que serpenteja pel recorregut de l'atracció, i en el que et trobaràs amb restes abandonades de carretes i estris dels primers colons de Penitence. L'edifici de l'estació és totalment de fusta i està elevat uns metres de la terra.

## Arquitectura

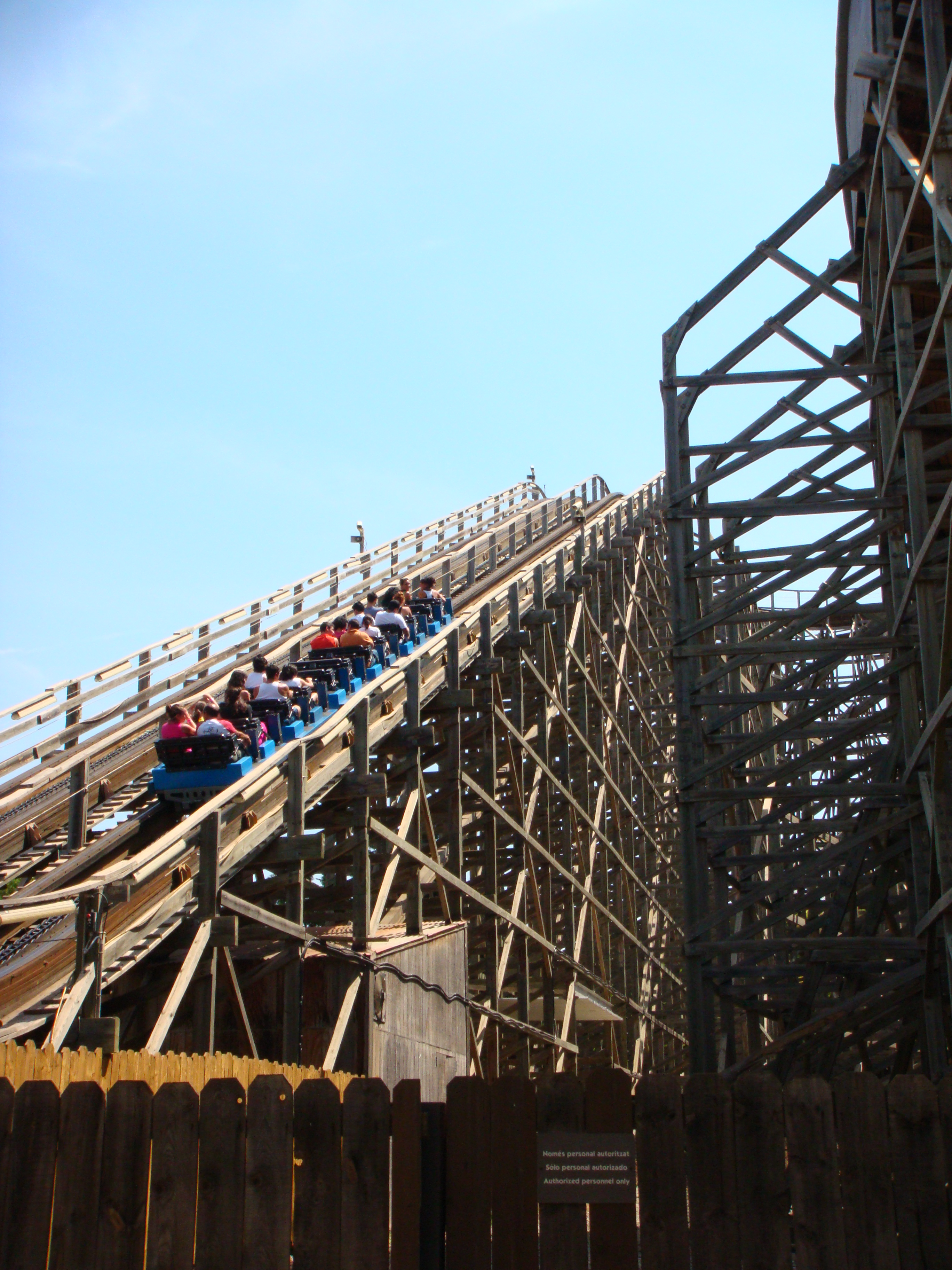
Tram de pujada

### Estructura
L'atracció Stampida és un bon exemple d'estructura de fusta. L'atracció al llarg del recorregut de les seves vies, està construïda per successius plans de suport (pòrtics) format per 2 pilars i bigues travessades en horitzontal i fustes de reforç en diagonal. Els pilars en una estructura transmeten les càrregues verticals (pesos dels elements que estan sobre ells: plataforma i vies sobre aquesta, així com el tren al circular) cap als fonaments. Al seu torn, aquests plànols (pòrtics) de pilars per aconseguir estabilitat (evitar el tomb, esforços tallants i un altre tipus d'accions) estan travats els uns als altres, per taulons en horitzontal i diagonal. D'aquesta forma la muntanya russa forma un tot, una carcassa contínua, resistent i estable.

### La via
Els rails estan fets de llistons de fusta, folrada en la seva part superior per una làmina d'acer, com a base del rodament de les rodes del tren.
A inicis d’abril de 2025, l’atracció estrena un tram de vies renovat mitjançant una tecnologia de ‘Skyline Attractions’, dissenyada per muntanyes russes de 'Great Coasters International', anomenada ‘Titan Track’. Aquestes vies d’acer permeten una experiència més suau als passatgers gràcies a prescindir de soldadures. Alguns dels usuaris que l’han provat asseguren una gran diferència entre el nou tram i el tradicional. Es desconeix si en un futur tot el traçat de Stampida serà substituït per vies tipus ‘Titan Track’, o si només es farà servir de forma parcial.

### L'edifici
L'edifici que actua com a cues i estació segueix el mateix esquema estructural: grans pòrtics formats per pilars i bigues que formen un edifici cobert.

## Història
- 1996: Es comença a construir l'Stampida i el Tomahawk.
- 17 de març del 1997: S'inauguren l'Stampida i Tomahawk.
- 5 de juliol del 1997: Es produeix un accident mortal a l'Stampida. Stampida i Tomahawk es tanquen durant tota la temporada.

- 26 de març del 1998: Es torna a reobrir l'Stampida i Tomahawk.
- 5 d'abril de 2025: S'estrena part del traçat de 'Stampida' amb vies tipus 'Titan Track'.

## Premis de la UETPA
- 2002: A la millor coaster d'Europa de fusta amb la 3º posició.
- 2003: A la millor coaster d'Europa de fusta amb la 3º posició.
- 2004: A la millor coaster d'Europa de fusta amb la 2º posició.
- 2005: A la millor coaster d'Europa de fusta amb la 2º posició.